# الفاضل موسى
الفاضل موسى (20 مارس 1956 -) هو سياسي تونسي وعضو في المجلس الوطني التأسيسي (دائرة أريانة) عن حزب المسار الديمقراطي الاجتماعي، ورئيس بلدية أريانة.

## حياته ومسيرته
مواليد 20 مارس 1956، شغل العديد من المناصب منها:
- أستاذ تعليم عالي وباحث في الجامعات التونسية وأستاذ زائر في الجامعات الأجنبية منذ 1992.
- عميد كلية العلوم القانونية والسياسية والاجتماعية بتونس، جامعة قرطاج. انتخب في جويلية 2008 وأعيد انتخابه في جويلية 2011.

- خبير دولي لدى منظمات دولية ومحام مرسم في عمادة تونس.

- مدير سابق للبرامج والتدريب في المنظمة الدولية لقانون التنمية (روما، ايطاليا) 2004 إلى 2006 وفي المركز العربي الإقليمي للمنظمة بالقاهرة 2006 إلى 2008.

- ناشط حقوقي مستقل في عديد الجمعيات الوطنية والدولية وناشط في جمعيات رياضية وثقافية وشارك في عديد الملتقيات والمؤتمرات الدولية في مجالات قانونية متنوعة ومنها القانون الدستوري والعلوم السياسية.

- له عديد المنشورات والدراسات في الفانون العام والعلوم السياسية واشرف على عديد الدراسات وبحوث الدكتوراه لعديد من الباحثين في الجامعات التونسية والأجنبية.